# ورزشگاه ناگای
ورزشگاه ناگای (به ژاپنی: 大阪市 長居陸上競技場, Ōsaka-shi Nagai Rikujō Kyōgijō) یک ورزشگاه ورزشی در اوساکا، ژاپن.میزبان بازی های خانگی باشگاه سرزو اوساکا در رقابت های جی لیگ است و گنجایش ۵۰٬۰۰۰ هزار نفر دارد.

## تاریخچه
وقتی ورزشگاه ناگای در سال ۱۹۶۴ افتتاح شد، گنجایش ۲۳٬۰۰۰ هزار نفر داشت و مراسم افتتاح آن مسابقه فوتبال بازی های المپیک تابستانی ۱۹۶۴ بود. ورزشگاه در سال ۱۹۹۶ بعد توسعه یافتن به گنجایش ۵۰،۰۰۰ هزار نفر رسید که برای پنجاه دومین دوره ورزش ملی ژاپن در سال ۱۹۹۷.

## جام جهانی ۲۰۰۲
ورزشگاه ناگای یکی از مکانهای برگزاری بازی های جام جهانی ۲۰۰۲ بود. و مسابقات زیر را برگزار کرده
| تاریخ        | تیم ۱  | نتیجه | تیم ۲    | رقابت    |
| ------------ | ------ | ----- | -------- | -------- |
| ۱۲ ژوئن ۲۰۰۲ | نیجریه | ۰-۰   | انگلستان | (گروه F) |
| ۱۴ ژوئن ۲۰۰۲ | تونس   | ۲-۰   | ژاپن     | (گروه H) |
| ۲۲ ژوئن ۲۰۰۲ | سنگال  | ۱-۰   | ترکیه    | یک چهارم |

## دسترسی به ورزشگاه

### حمل و نقل ریلی
- ۳ دقیقه طول می کشد تا از ایستگاه تسوروگاوکا شرکت راه آهن غرب ژاپن (جی ار غرب) خط هاناوا با پای پیاده.
- ۵ دقیقه طول می کشد تا از ایستگاه ناگای در (جی ار غرب) خط هاناوا و خط مترو میدُسوجی شهرداری اوساکا با پای پیاده.
- ۲۰ دقیقه طول می کشد تا از ایستگاه هاریناکانو در خط کینتِتسو میناامی-اوساکا با پای پیاده.

### اتوبوسرانی شهر اوساکا
راه زیر زمینی ناگای
- مسیر ۴ : آساکا، مترو ناگای—دتو ترمینال اتوبوسرانی
- مسیر ۲۴ : مترو سومینیکوِن -- مینامی - ناگای